# سولفامتوکسی‌دیازین
سولفامتوکسی‌دیازین(به انگلیسی: Sulfametoxydiazine یا sulfamethoxydiazine) (INN) یا ( USAN:سولفامتر) یک داروی ضد باکتری سولفونامیدی با اثر طولانی مدت است. این ماده به عنوان عامل آنتی لپروتیک و در درمان عفونت‌های دستگاه ادراری استفاده می‌شود.